# 히오스섬의 학살
《히오스섬의 학살》(The Massacre at Chios, Scènes des massacres de Scio) 또는 《키오스섬의 학살》은 1824년 외젠 들라크루아가 제작한 그림이다. 현재 루브르 박물관에 소장되어 있다. 작품은 발표 당시에, 히오스섬의 학살이 아니고 회화의 학살이라고까지 욕설을 받았으나, 그 당시의 냉정하고 아름답게 묘사하던 회화의 상식을 타파하고 낭만주의 발전에 하나의 애폭을 긋고 있다.
이 작품은 히오스 학살을 소재로 한다. 당시 그리스에서 일어난 독립 전쟁은 전유럽 사람들을 흥분시켰다. 그리스는 고래(古來)로 동경하는 땅인데, 그리스가 튀르키예에 대항하여 일어선 것이다. 그런데 전쟁에 참가하지 않은 히오스섬에 갑자기 튀르키예군이 상륙하여 학살을 일으켰다.
화면에는 하늘이 마음껏 넓게 묘사되고, 그 하늘은 이상하리만큼 감동을 북돋우고 있다. 학살은 거의 끝나 젖먹이 아이가 죽은 어머니의 유방을 찾는다. 한 노파는 통한(痛恨)의 눈으로 얼빠진 듯 바라보고 있고, 젊은 아내는 숨이 끊어지는 남편의 어깨에 기대어 있으며, 침입한 기마병은 나부(裸婦)를 끌고 간다.

## 같이 보기
- 히오스 학살

## 참고 문헌
- 이 문서에는 다음커뮤니케이션(현 카카오)에서 GFDL 또는 CC-SA 라이선스로 배포한 글로벌 세계대백과사전의 내용을 기초로 작성된 글이 포함되어 있습니다.